# Chas Chandler
Format:Use British English

Bryan James „Chas” Chandler (n. 18 decembrie 1938, Newcastle upon Tyne⁠(d), Anglia, Regatul Unit – d. 17 iulie 1996, Newcastle upon Tyne, Anglia, Regatul Unit) a fost un muzician, producător de discuri și manager englez, cel mai bine cunoscut ca basist original din The Animals, pentru care a fost inclus în Rock and Roll Hall of Fame în 1994. De asemenea, a condus trupa Slade și Jimi Hendrix, despre care a fost intervievat regulat până la moartea sa în 1996.

## Biografie
Bryan James Chandler s-a născut în Heaton, Newcastle. După ce a părăsit școala, a lucrat ca strungar în Șantierele navale Tyneside. A devenit basist cu The Alan Price Trio în 1962.

## Moartea
Chandler a murit în urma unui anevrism de aortă la Newcastle General Hospital pe 17 iulie 1996, zile după ce a susținut un spectacol solo.